# Поставщик платёжных услуг
Поставщик платёжных сервисов (от англ. payment service provider) — компания, которая предоставляет торговцам (коммерсантам) и банкам онлайн-сервисы по осуществлению электронных платежей различными способами, включая смарт-карты, банковские платежи, такие, как директ-дебит и другие банковские операции. Некоторые поставщики платёжных сервисов предоставляют различные инновационные сервисы: (Платёжные системы, включая платежи наличными, электронные кошельки, предоплаченные карты или ваучеры, и так далее).
Обычно поставщик платёжных сервисов должен иметь технологическую связь с множеством банков-эквайеров, биллинговыми системами поставщиков товаров и услуг (в пользу которых осуществляются платежи), карточными, киоскными и другими платёжными сетями. Довольно часто поставщик платёжных сервисов полностью управляет техническими соединениями, связями с различными платёжными сетями, контрагентами, банковскими счетами физических и юридических лиц. Такая технология делает торговцев менее зависимыми от одного финансового института и позволяет подключаться непосредственно к процессинговому центру. Особенно это удобно при международных платежах.
Вознаграждение поставщиков платёжных сервисов обычно осуществляется в двух формах: процент от каждой транзакции или фиксированная плата за транзакцию. Кроме этого, существует практика оплаты за подключение к процессингу заинтересованных сторон.
Как правило, поставщики платёжных сервисов создают и эксплуатируют процессинговый программно-аппаратный комплекс. Комплекс состоит из кластерных ферм серверов и специального процессингового программного обеспечения. Все решения разрабатываются с учётом отраслевой специфики, требующей непрерывной эксплуатации всех систем (см. Планирование непрерывности бизнеса) и максимально быстрой обработки большого числа транзакций.